# Gaius Asinius Pollio
Gaius Asinius Pollio (75 př. n. l. – 4) byl římský básník, řečník a politik.
Ve své době byl jedním z nejvýznamnějších řečníků, poprvé vystoupil v r. 54 př. n. l. jako žalobce C. Catona. V občanské válce bojoval na straně Caesara, po jeho zavraždění byl ze začátku na straně republikánů. Později přešel na stranu Antonia a po uzavření triumvirátu obdržel Galii západskou jako provincii. Roku 41 př. n. l. zprostředkoval mír Octaviána s Antoniem a za tento čin byl roku 40 př. n. l. jmenován konzulem (40 př. n. l.). V této funkci porazil Parthiny v Dalmácii, krátce poté se vzdal politického života.
Po ukončení své politické kariéry se věnoval písemnictví, založil první veřejnou knihovnu a veřejná čtení (recitaiones), kde byly čteny novinky ze světa literatury.
Gaius Asinius Pollio byl otcem Gaia Asinia Galla.

## Dílo
Sepsal své řeči díky čemuž známe jeho devět soudních řečí z toho je osm obhajovacích.
- O válce občanské, 17 knih. V tomto historickém díle je popsána doba od prvního triumvirátu až po bitvu u Filip.
- Historiae, pojednává o prvním triumvirátu

Byl jedním z mála spisovatelů, kteří v této době psali drama. Napsal několik tragédií.